# Heinrich Frey
Heinrich Frey (ur. 15 czerwca 1822 we Frankfurcie nad Menem, zm. 17 stycznia 1890 w Zurychu) – niemiecko-szwajcarski entomolog lepidopterolog, lekarz.
Studiował medycynę w Bonn, Berlinie i Getyndze od 1840 do 1845. Po studiach był asystentem w instytucie fizjologicznym Uniwersytetu w Getyndze, od 1848 profesor anatomii porównawczej na Uniwersytecie w Zurychu. Wykładał też zoologię w zuryskiej Eidgenössische Polytechnische Schule.

## Wybrane prace
- Lehrbuch der Zootomie (Anatomie der Tiere) von Rudolf Wagner den 2. Band, welcher die wirbellosen Tiere behandelt (mit Rudolf Leuckart, Leipz. 1847);
- Beiträge zur Kenntnis wirbelloser Tiere (mit Leuckart, Braunschw. 1847);
- Histologie und Histochemie des Menschen (Leipzig 1859, 5. Aufl. 1875);
- Das Mikroskop und die mikroskopische Technik (8. Aufl., Leipzig 1886);
- Grundzüge der Histologie (3. Aufl., Leipzig. 1885);
- Die Tineen und Pterophoren der Schweiz (Zürich 1856);
- Die Lepidopteren der Schweiz (Leipz. 1880)